# Vicaria de la Solidaritat
La Vicaria de la Solidaritat (originalment en castellà: Vicaría de la Solidaridad) és un organisme de l'Església Catòlica xilena, creada pel cardenal Raúl Silva Henríquez.
Amb posterioritat al cop d'estat de l'11 de setembre de 1973, un conjunt de diverses esglésies cristianes i representants de la comunitat jueva xilena, liderades pel cardenal catòlic Raúl Silva Henríquez, van crear el Comité Pro Paz. Aquest nucli es va dedicar en gran manera a defensar els drets humans d'aquells que van ser detinguts i subjectes a vexacions per part d'agents de la dictadura d'Augusto Pinochet.
Pressionats fortament pel govern, i després de 2 anys de lluita, el Comitè va ser dissolt a la fi de 1975. En resposta a aquestes pressions, l'arquebisbe de Santiago de Xile Raúl Silva Henríquez, va crear la Vicaría de la Solidaridad. Aquesta va entrar en funcionament l'1 de gener de 1976.
La seva primera labor va ser la defensa dels drets humans entre qui eren víctimes de persecució pel règim. En aquest treball es va realitzar la creació d'un gran arxiu d'aquells que foren atesos pels doctors, advocats i assistents de la Vicaría. Aquest arxiu conté gran part de la història de les violacions als drets humans des de l'any 1976 en endavant, constant de més de 85.000 documents únics, entre els quals s'inclouen còpies d'expedients judicials, recursos d'empara, denúncies internacionals, relats de tortures, desaparicions forçades i altres vexacions.
Al trobar-se sota la protecció de l'Església Catòlica, fou molt difícil d'atacar per part de la dictadura, que no obstant això, va iniciar una campanya de desprestigi davant el Vaticà.
Al llarg de la seva història ha rebut diversos guardons pel seu treball en favor dels Drets Humans: 
- l'any 1978 va ser guardonada amb el Premi Drets Humans de l'Organització de les Nacions Unides.
- l'any 1986 va ser guardonada amb el Premi Príncep d'Astúries de la Concòrdia en la seva primera convocatòria.
- l'any 1988 va ser guardonada amb el Premi Internacional Simón Bolívar, lliurat pel govern de Veneçuela i la UNESCO.